# Wapen van Herentals

Het wapen van Herentals

Het wapen van Herentals is het heraldisch wapen van de Antwerpse gemeente Herentals. Het wapen werd in 1819 voor een eerste maal officieel toegekend. Deze toekenning werd gedaan door de Hoge Raad van Adel, omdat Herentals nog onder het Verenigd Koninkrijk der Nederlanden viel. Op 9 mei 1989 kreeg de gemeente, per Ministerieel Besluit, een gewijzigde omschrijving toegekend.

## Blazoeneringen
Vanwege de wijzigingen in het wapen, heeft Herentals vier blazoeneringen voor het wapen.

### Eerste wapen
De eerste blazoenering luidt als volgt:
Van rood, beladen met een gouden boom.
Het wapen heeft een roden veld, met daarop een gouden boom. De boom staat met de wortels in een veld. Het veld komt niet uit de schildvoet en staat daarom los op het schild.

### Tweede wapen
In 1841 werd het tweede wapen in gebruik genomen. Omdat het wapen in het Frans en het Nederlands beschreven is, zijn er dus twee omschrijvingen voor. Deze twee luiden als volgt:
De gueules, à l'arbre d'argent avec trois racines, et des branches sans nombre, pendantes de même.

Een rood veld met eenen zilveren boom met dry wortels en takken zonder getal, afhangende, ook van zilver.
Dit wapen is rood van kleur met daarop een zilveren boom. De boom is, net als het huidige wapen, uit de grond gerukt waardoor het drie wortels toont. Het aantal takken wordt niet genoemd. Ze zijn allemaal wel van bladeren voorzien.

### Derde wapen
Het derde wapen werd in 1914 aan de gemeente toegekend. De blazoenering luidt als volgt:
Een boom zonder wortelen met talrijke takken en bladeren, tusschen dewelke vier vogelen te voorschijn komen.
Dit wapen heeft de vorm van een zegel, omdat er geen kleuren beschreven zijn en er geen schild maar een cirkel, met daarin tekst, om de boom staat. In de dubbele cirkel staat: ADMINISTRATION COMMUNALE D'HERENTALS • ANVERS •

### Vierde wapen
Het vierde, huidige, wapen wordt als volgt omschreven:
In keel een uitgerukte boom van zilver.
Het schild is rood van kleur met daarop een zilveren boom waarvan de wortels zichtbaar zijn. De boom staat nog in blad.

## Geschiedenis
De oudste weergave van het wapen van Herentals stamt van een zegel uit 1262, dit zegel toont een uitgerukte boom. Ruim 90 jaar later, in 1355, staat er op het zegel een boom met vier vogels in de takken, gelijkend aan de zegel dat in 1914 aan de stad toegekend werd. Dit zegel (en het wapen) tonen een boom zonder zichtbare wortels. In 1533 werd het wapen met de boom met wortels voor het laatst gebruikt. Een van de laatste afbeeldingen met dit wapen staat op de Mariaklok in de toren van het belfort van Herentals.
De voorgaande wapenafbeeldingen waren allemaal niet in kleur. De oudste bekende gekleurde afbeelding werd in 1536 gebruikt en toont een rood schild met daarop een zilveren uitgerukte boom.
In 1819 werd het wapen in historisch onjuiste kleuren verleend. De boom werd verleend van goud in een roden veld. Bij het nieuwe wapen in 1841 werd de foute gouden boom gecorrigeerd naar de juiste zilveren kleur.